# Budmerice
Budmerice (in ungherese Gidrafa, in tedesco Pudmeritz) è un comune della Slovacchia facente parte del distretto di Pezinok, nella regione di Bratislava.
Il castello di Budmerice ha ospitato la Casa degli scrittori slovacchi. 
Il paese ha dato i natali a Rudolf Fabry (1915-1982), giornalista, poeta e scrittore surrealista.